# ويليام كورنيل غريني
ويليام كورنيل غريني (بالإنجليزية: William Cornell Greene)‏ هو شخصية أعمال أمريكي، ولد في 26 أغسطس 1852 في هووارد في الولايات المتحدة، وتوفي في 5 أغسطس 1911 في Cananea ‏ في المكسيك.

## معرض صور

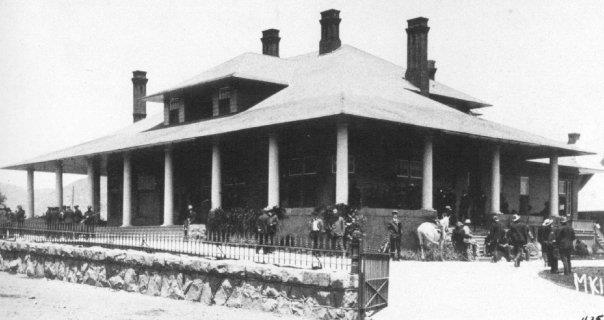
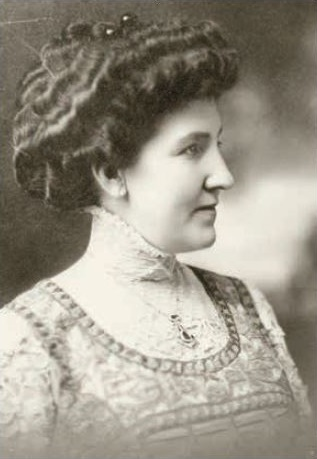
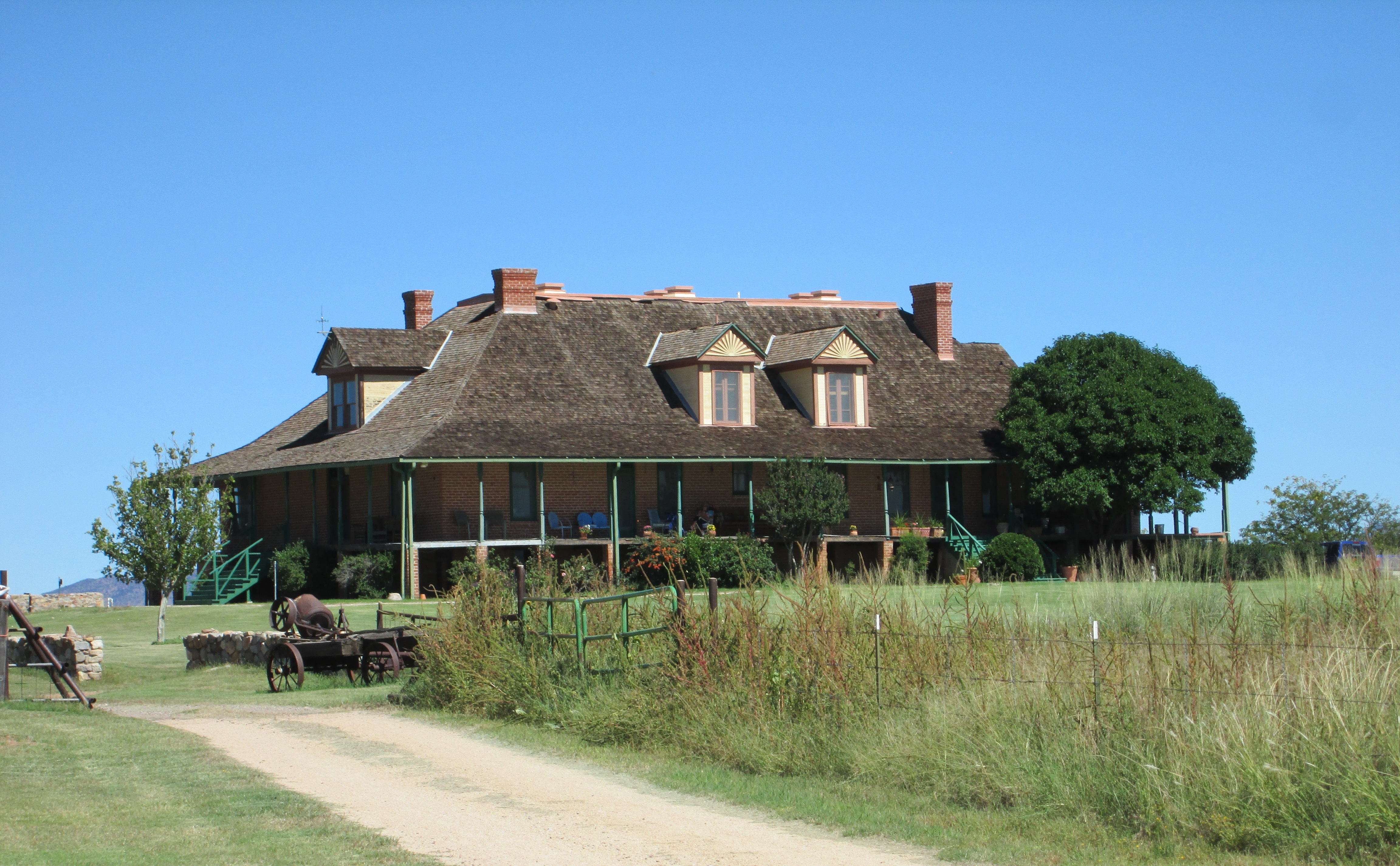
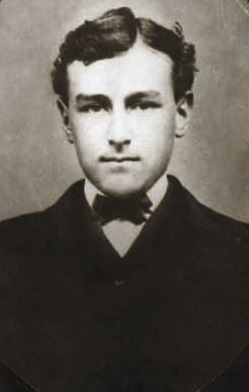
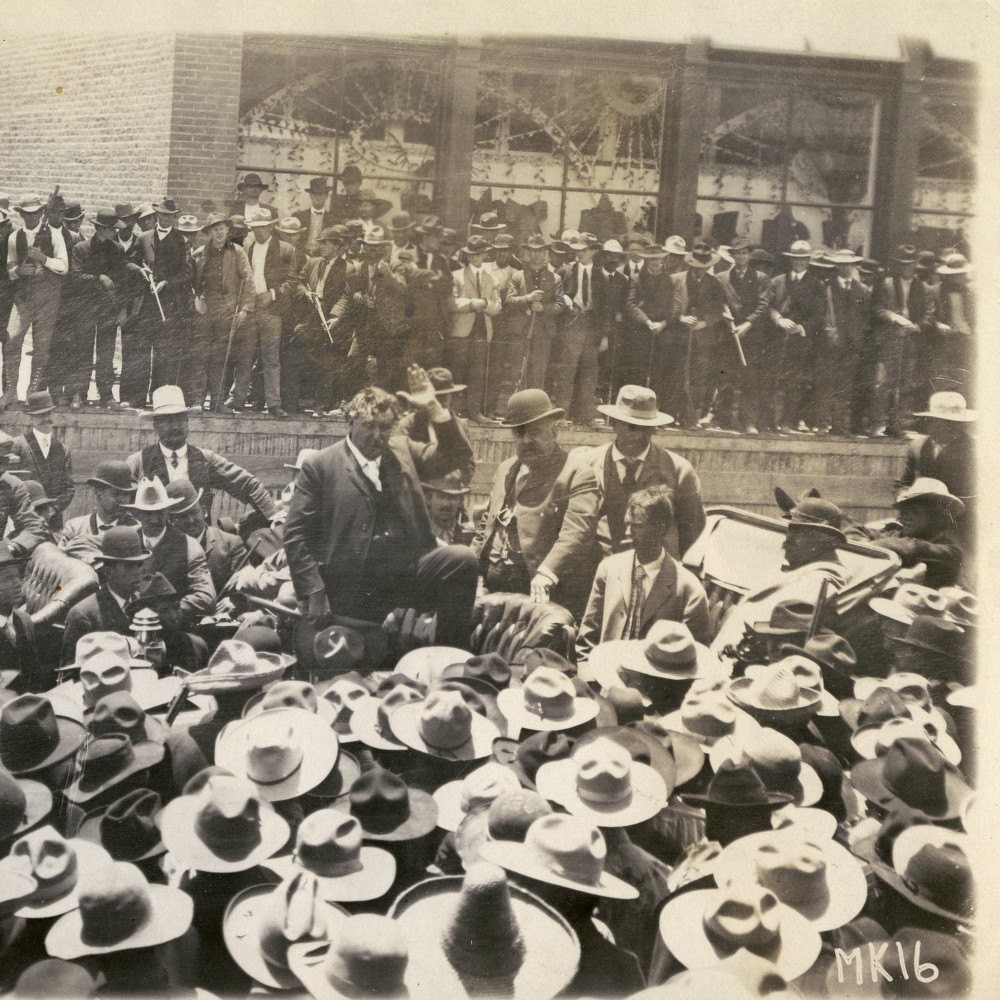